# 冷静头脑联盟
冷静头脑联盟（英語：Cooler Heads Coalition）是美国持保守政治立場的“非正式临时性团体”，由竞争企业研究所资助运营。该组织拒绝接受关于气候变化的科学共识，反对政府采取气候变化缓解相关措施。

## 运作机制
该联盟运营网站并发布博客及电子通讯《冷静头脑文摘》（最后一次发布于2012年）。其创始机构为消费者警报。
冷静头脑联盟自述为“通过揭露有缺陷的经济、科学和风险分析来消除全球变暖迷思的非正式临时性团体”。

## 社会反响
《华盛顿邮报》将其描述为“质疑气候变化严重性及阻挠政府应对措施的先驱”。《纽约客》则称该联盟是“由以反对环保主义者为荣的非营利组织竞争企业研究所运作的伞状组织”。
据《华盛顿邮报》报道，该团体长期被两党主流科学家和政界人士视为“偏执狂”，直至其主张被2016年唐纳德·特朗普競選美國總統时采纳，风评方才有所缓解。
冷静头脑联盟因其活动与被认为与能源产业利益相关而受到一定批评，若美国通过任何旨在减少二氧化碳排放的立法，相关产业将受影响。

## 成员机构
联盟的知名成员包括：
- 60岁以上协会（英语：60 Plus Association）
- 亚历克西斯·德·托克维尔研究所（英语：Alexis de Tocqueville Institution）
- 繁荣美国人（英语：Americans for Prosperity）
- 美国税制改革协会（英语：Americans for Tax Reform）
- 美国立法交流委员会
- 建设性明天委员会（英语：Committee for a Constructive Tomorrow）
- 竞争企业研究所（英语：Competitive Enterprise Institute）
- 弗雷泽研究所（英语：Fraser Institute）
- 自由事业组织（英语：FreedomWorks）
- 乔治·马歇尔研究所（英语：George C. Marshall Institute）
- 哈特兰研究所
- 独立研究所（英语：Independent Institute）
- 布鲁诺·莱奥尼研究所（英语：Istituto Bruno Leoni）
- 垃圾科学网（英语：Steven Milloy）
- 拉瓦锡集团（英语：Lavoisier Group）
- 自由研究所（英语：Liberty Institute）
- 国家政策分析中心（英语：National Center for Policy Analysis）
- 国家公共政策研究中心（英语：National Center for Public Policy Research）